# Hieracium caesioides
Hieracium caesioides es una especie de planta con flor del género Hieracium, de la familia Asteraceae, orden Asterales.

## Distribución
Hieracium caesioides se distribuye por Córcega, Francia, Italia, Suiza y Gran Bretaña.

## Taxonomía
Fue descrita científicamente por Arv.-Touv. Fue publicada en Monogr. Pilosella & Hieracium, Suppl.: 15 (1876).